# Yang Tae-young
Yang Tae-young (양태영; Seul, 8 luglio 1980) è un ex ginnasta sudcoreano, vincitore di una medaglia d'argento ai Giochi olimpici di Atene 2004.

## Palmarès
| Anno | Manifestazione  | Sede  | Evento      | Risultato | Prestazione | Note |
| ---- | --------------- | ----- | ----------- | --------- | ----------- | ---- |
| 2004 | Giochi olimpici | Atene | Individuale | Bronzo    | 57.774 p.   |      |
| 2006 | Giochi asiatici | Doha  | Squadre     | Bronzo    | 371.500 p.  |      |